# Aglutinação
Na linguística, a aglutinação é um processo de derivação morfológica que descreve a formação de novas palavras mediante a adição de morfemas a uma raiz (vocábulo) em que os elementos distintos são claramente identificáveis. Na derivação por aglutinação, observa-se que cada afixo geralmente corresponde a um tipo de informação gramatical (afixos monomorfêmicos), além de possuir identidade fonética clara.
Línguas que usam aglutinação como principal estratégia de formação de palavras são classificadas como línguas aglutinantes. Línguas aglutinantes, tais como o turco, o finlandês, o suaíli e o japonês, se contrapõem às línguas fusionais, como o português e as demais línguas românicas, e às línguas analíticas, como o vietnamita e o tailandês. Embora a classificação tipológica das línguas pela tipo de processo morfológico de formação de palavras predominante seja reconhecida por seu caráter descritivo, há poucas vantagens teóricas em utilizar a morfologia derivacional como critério, haja vista que a maioria das línguas utiliza diversos processos morfológicos para derivarem seu léxico.

## Exemplos de línguas aglutinantes
A aglutinação como processo derivacional tende a ser observada em famílias linguísticas como um todo. Dentre famílias linguísticas em cujas línguas a aglutinação predomina estão as línguas fino-ugrianas da Europa e Sibéria, as línguas bantas da África, e as línguas túrquicas da Ásia. Estas possuem expressões altamente aglutinadas no uso diário e a maioria das palavras são, no mínimo, bissílabas. Informação gramatical expressa pela preposição em línguas indo-europeias são tipicamente encontradas em sufixos. Por exemplo: a palavra finlandesa talo•ssa•ni•kin significa "na minha casa, também". Derivações podem ser também bastante complicadas. Por exemplo: o finlandês epä•järje•st•el•mä•lli•s•yys tem o radical järki "logos" e consiste de negativo -"logos"-causal-frequentativo-nominal-adesivo-"relativo a"-"propriedade", e significa "a propriedade de ser assistemático", "assistematicalidade". As palavras costumam ter várias alterações no infinitivo: portanto, o Finlandês não é melhor exemplo para uma língua aglutinante.
A aglutinação é usada de forma intensa nas línguas de alguns povos nativos americanos, como no Inuktitut, onde uma palavra pode conter morfemas suficientes para expressar significados de coisas que seriam sentenças complexas em outras línguas.
O japonês é também uma língua aglutinante, adicionando informações tais como negação, voz passiva, tempo pretérito, grau honorífico e causalidade na forma verbal. Exemplos comuns seriam 働かせられたら,  hatarak•ase•rare•tara, "Se ele(a) tivesse vindo ao trabalho..." e  食べたくなかった, tabe•ta•ku•na•katta, "(Eu) Não quis comer".
O Coreano é também aglutinante, adicionando as mesmas informações que o japonês. Exemplos comuns:  먹고 싶지 않았다, mok go sip ji aan aat da, "(Eu) Não quis comer".
O Turco é outra língua aglutinante: a expressão Avustralya•lı•laş•tır•a•ma•dık•lar•ımız•dan mı•sınız? é pronunciada como uma só palavra em Turco, mas pode ser traduzida em Português como "Você é um daqueles que não pudemos fazer tornar-se Australiano?".

## Aglutinações extremas
É possível construir exemplos artificiais extremos de aglutinação que não possuem real uso, mas ilustram a capacidade teórica da gramática aglutinante. Não é uma questão de palavras longas, já que algumas línguas permitem combinações limitadas com palavras compostas, clíticos negativos ou afins, que podem ser (e são) expressos com uma estrutura analítica no uso prático.
A língua inglesa, não possuindo aglutinação inflexiva, pode apenas usar aglutinação derivativa latina, com em "anti•dis•establish•ment•arian•ism". Línguas aglutinantes frequentemente possuem aglutinações derivativas mais complexas que as de línguas analíticas, de modo que, elas podem fazer o mesmo de maneira bem mais extensa. Por exemplo: em húngaro, a palavra el•nem•zet•i•etlen•ít•het•et•len•ség•nek, que significa "para [propósitos de] des-denacionalizacionabilidade", pode ter real uso..
Usando aglutinação inflexional, isto pode ser estendido. Por exemplo, o recorde oficial mundial no Guinness World Records é finlandês: epäjärjestelmällistyttämättömyydellänsäkäänköhän, "Imagino se ele pode também ... com sua capacidade de não causar coisas ser assistemático". A palavra possui a palavra derivada epä•järje•st•el•mä•llis•tyttä•mä•ttö•m•yys como radical e é estendida com acréscimos dos sufixos -llä•nsä•kään•kö•hän. Contudo, é palavra gramaticalmente inusitada, pois -kään, "também", é usada apenas em cláusulas negativas, e -kö (questão) apenas em cláusulas interrogativas.